# Ṭāʾ
Ne doit pas être confondu avec Thāʾ.
Ṭāʾ (en arabe طَاء, ṭāʾ, ou simplement ط) est la 16e lettre de l'alphabet arabe.
Son caractère Unicode est 0637.

## Numération arabe
Sa valeur numérique dans la numération Abjad est 9.